# Don Ray
Donald L. Ray (8 de julho de 1921 — 23 de novembro de 1998) foi um jogador norte-americano de basquete profissional que disputou uma temporada na National Basketball Association (NBA). Foi selecionado pelo Philadelphia Warriors como a décima primeira escolha geral no draft da BAA (hoje NBA) em 1948. Fez sua estreia na temporada 1949–50 da NBA pelo Tri-Cities Blackhawks. Ray atuou sessenta e uma partidas com a equipe e marcou em média seis pontos e deu uma assistência por partida.